# Эхеверия однобокая
Эхеверия однобокая (лат. Echeveria secunda) — вид суккулентных растений рода Эхеверия, семейства Толстянковые.

## Описание

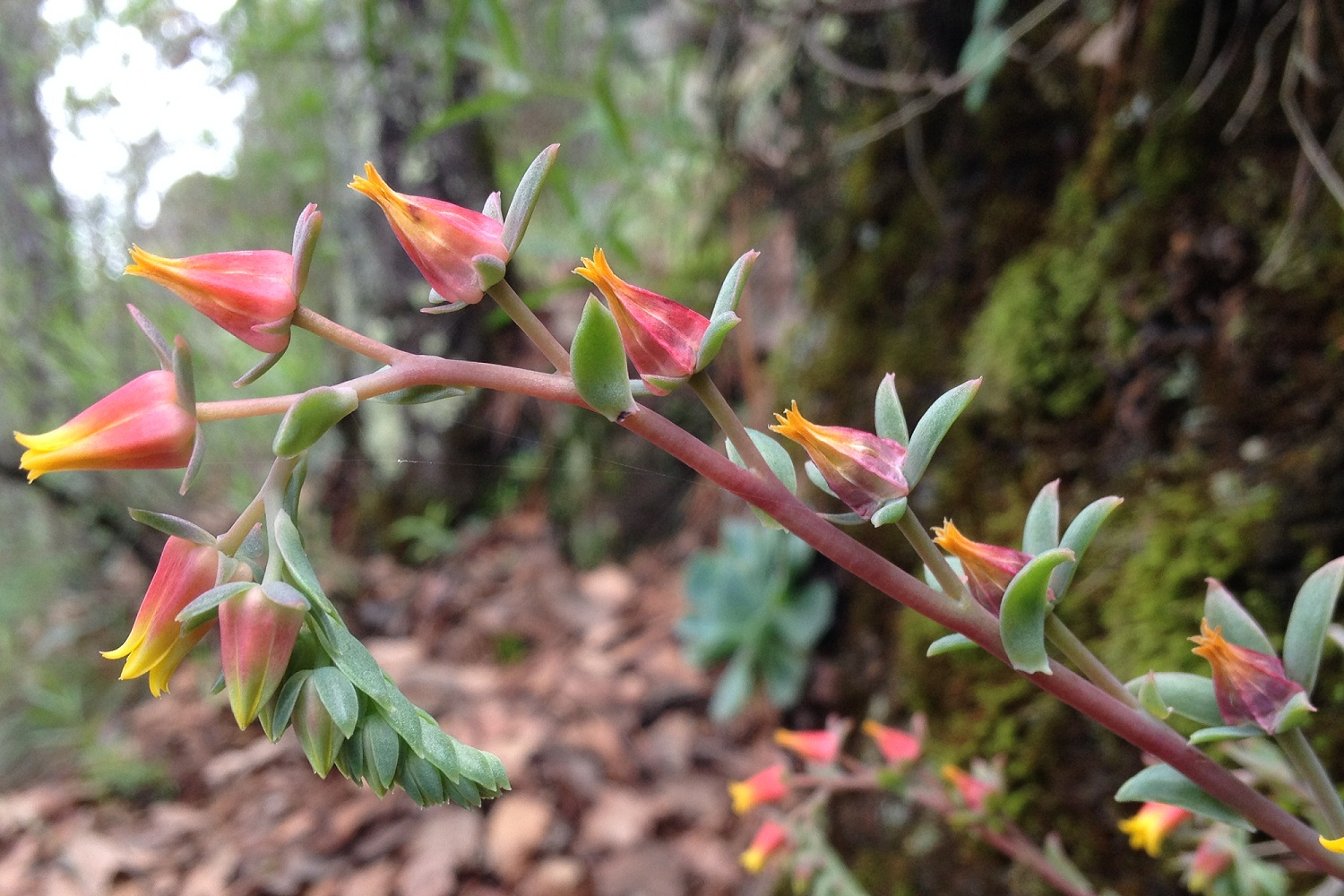
Соцветие

Это травянистое, многолетнее растение. Растет в виде компактной розетки, обычно менее 20 см в диаметре, с мясистыми сизыми, лопатчатыми или обратноланцетными листьями, плоскими с верхней стороны и выпуклыми с нижней. Весь край и заостренная вершина обычно имеют красноватый оттенок.
Соцветие простое, зелёного, красноватого или розового цвета, до 31 см высотой. Цветки состоят из конусовидного венчика из пяти красноватых или оранжевых лепестков с желтыми кончиками. Цветет с апреля по сентябрь.
Это вид с высокой изменчивостью размеров, количества, окраски и мясистости листьев, а также размеров и ветвления соцветий. Здесь он рассматривается как единый вариабельный таксон, хотя некоторые авторы рассматривают его как несколько видов, подвидов или форм.

## Распространение
Родной ареал: Мексика. Этот суккулентный полукустарник растет в основном в биоме пустыни или сухих кустарников.

## Таксономия

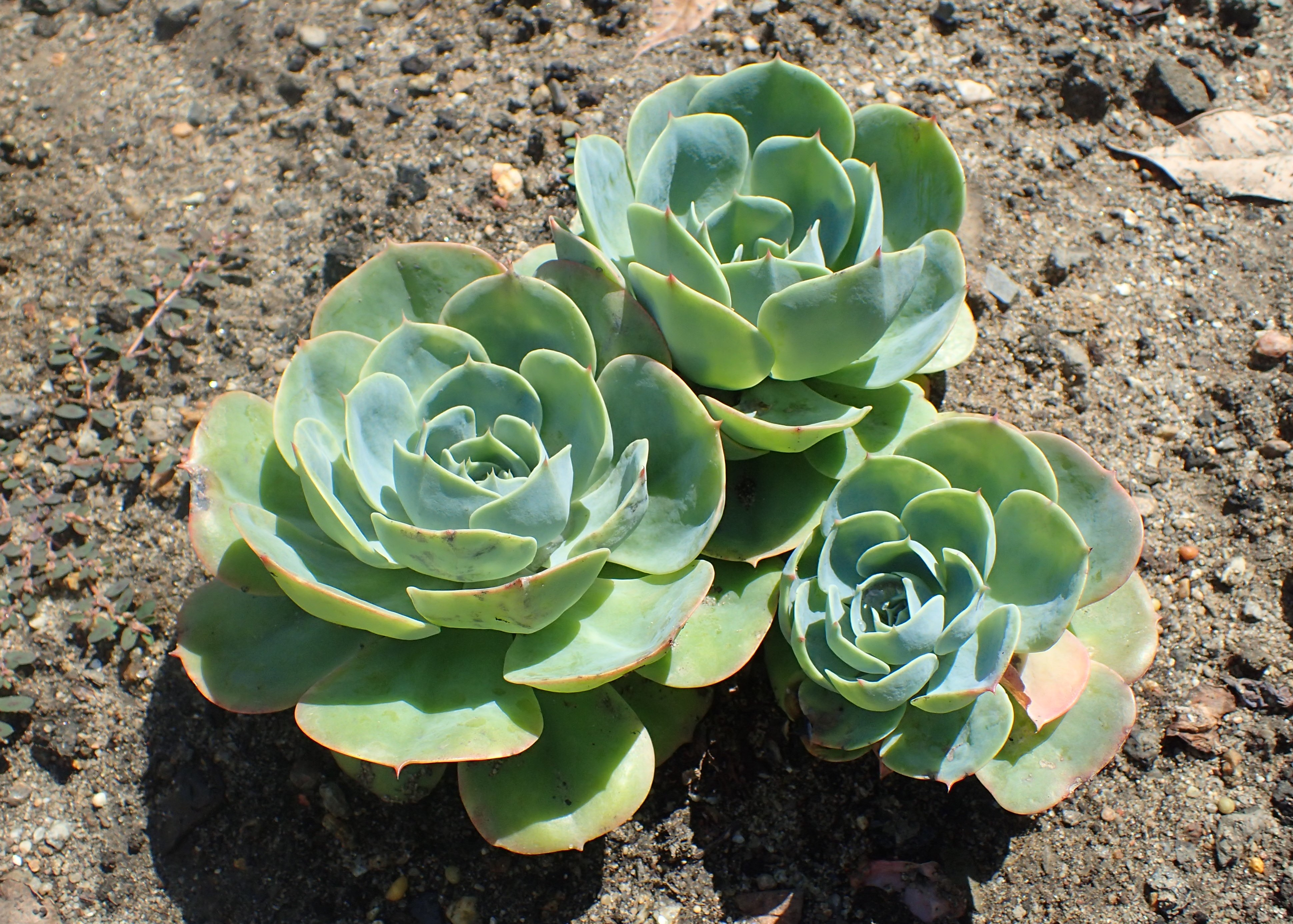
Розетки

Echeveria secunda была описана в 1838 году Джоном Линдли.
Echeveria secunda Booth ex Lindl., Edwards's Bot. Reg. 24(Misc.): 59 (1838).

#### Этимология
Echeveria: наименование в честь Атанасио Эчеверрия, ботанического иллюстратора, внесшего свой вклад в Flora Mexicana.
secunda: латинский эпитет, означающий «односторонний» или «односторонний» в связи с тем фактом, что все цветки формируются на одной стороне черешка.

#### Синонимы
Гомотипные (основанные на одном и том же номенклатурном типе):
- Cotyledon secunda (Booth ex Lindl.) Baker (1869)

Гетеротипные (основанные на разных номенклатурных типах):
- Cotyledon glauca Baker (1869)
- Cotyledon pumila (Van Houtte) Baker (1869)
- Echeveria byrnesii Rose (1905)
- Echeveria glauca (Baker) É.Morren (1874)
- Echeveria glauca var. pumila (Van Houtte) Poelln. (1936)
- Echeveria globosa Rafarin (1874)
- Echeveria gracillima Muehlenpf. ex Ed.Otto (1873)
- Echeveria pumila Van Houtte (1846)
- Echeveria pumila var. glauca (Baker) E.Walther (1972)
- Echeveria rosacea Linden & André (1873)
- Echeveria secunda f. byrnesii (Rose) Kimnach (1997 publ. 1998)
- Echeveria secunda var. byrnesii (Rose) Poelln. (1936)
- Echeveria secunda var. glauca (Baker) Ed.Otto (1873)
- Echeveria secunda var. pumila (Van Houtte) Ed.Otto (1873)
- Echeveria spilota Kunze (1853)